# Rock ’n’ Roll Music
Rock ’n’ Roll Music (с англ. — «Музыка рок-н-ролл») — сборник песен британской рок-группы The Beatles, состоящий из ранее изданных треков, которые являются, по мнению многих, квинтэссенцией стиля музыки «рок-н-ролл». Альбом был выпущен в США 7 июня 1976 лейблом Capitol Records (номер по каталогу SKBO 11537), в Великобритании 10 июня 1976 лейблом Parlophone (номер по каталогу PCSP 719). Альбом состоит из 28 композиций, среди них 12 кавер-версий песен, написанных такими выдающимися авторами и исполнителями рок-н-ролла 1950-х, как Чак Берри, Литл Ричард, Карл Перкинс и Ларри Уильямс, 15 оригинальных песен авторского дуэта Леннон-Маккартни и одна композиция Джорджа Харрисона («Taxman»). Не считая испанского сборника 1971 года Por Siempre Beatles, Rock ’n’ Roll Music был первым альбомом Beatles, включавшим песню «I’m Down», которая до того была доступна лишь на стороне «Б» сингла «Help!». Предположение некоторых СМИ, что альбом был выпущен к двадцатой годовщине первой встречи Джона Леннона и Пола Маккартни ошибочно, так как в действительности эти двое впервые встретились в июле 1957. Название альбома, Rock ’n’ Roll Music взято от песни Чака Берри, которая вошла в альбом в исполнении The Beatles.

## Спорная обложка альбома
Дискуссии вызвало оформление альбома, представляющее собой выполненный тиснением цветной портрет The Beatles в сочетании с блестяще-серебряным фоном и названием альбома на нём (что предполагало как бы изображение неоновых огней). На внутренней стороне обложки были изображены символы 1950-х — музыкальный автомат (англ. jukebox), экран автомобильного кинотеатра (англ. outdoor movie screen) с изображением Мэрилин Монро, автомобиль Chevrolet 1957 года, чизбургер и бутылка кока-колы (Coca-Cola). Ностальгия по 1950-м была на пике, когда был выпущен альбом, и Capitol постаралась получить прибыль от этого тренда. Поскольку Tne Beatles были группой 1960-х, это вызвало фразу барабанщика The Beatles Ринго Старра, жалующегося в интервью журналу Rolling Stone: «Такое заставляет выглядеть нас дешевками — а мы никогда не были дешевками. Все эти Coca-Cola и машины с большими плавниками — это были Пятидесятые!». Леннон также критически оценивал обложку альбома и написал гневное письмо на Capitol Records, где в частности говорилось: «это выглядит как уценённые Monkees» (англ. looks like a Monkees reject), и советовал вместо этого использовать фотографии Астрид Кирхгерр или Юргена Фолльмера, которые фотографировали группу в гамбургский период. Леннон предложил также, что он сам разработает дизайн обложки, но это предложение было отклонено.

## Изменённые миксы
В своей автобиографии продюсер The Beatles Джордж Мартин охарактеризовал этот альбом как «трудный» (англ. «troubled»); он писал, как он обсуждал с Бхаскаром Меноном, президентом Capitol в то время, плёнки, которые они собирались использовать, и что он был «потрясён», потому что имелись некоторые двухдорожечные монозаписи, которые они сделали и которые собирались преобразовать в стерео для этого издания. Вместо утверждения альбома в том виде, в каком альбом ему представили, Мартин обработал фильтрами и перемикшировал каждый трек. На более старых треках — «Twist And Shout», «I Saw Her Standing There», «I Wanna Be Your Man», «Boys» и «Roll Over Beethoven» — Мартин перевернул стереопанораму, перенёс вокал с края в центр и добавил немного эффекта «эхо» для более современного звучания. Редактирование некоторых песен не получилось достаточно тщательным: например, в конце песни «Back in the U.S.S.R.» слышно начальные ноты песни «Dear Prudence», которая в альбоме The Beatles является следующей. Другую «помарку» можно найти в конце «Birthday», где слышно отсчёт Ринго к песне «Yer Blues» (которая идёт после «Birthday» в альбоме The Beatles).
EMI Records при выпуске британского альбома отвергла ремиксы, сделанные Мартином из плёнок Capitol, ссылаясь на «строгие инструкции» (strict instructions) The Beatles, что миксы на переизданиях должны быть идентичны оригинальным записям; таким образом, ремиксы Джорджа Мартина не попали в альбом Rock and Roll Music при его издании в Великобритании в 1976 году.

The Beatles' Rock ’n’ Roll Music, Vol. 2, from 1980.

На изданном в Великобритании лейблом Parlophone двойном альбоме (номер по каталогу PCSP 719) были сохранены оригинальные британские миксы, включая пять стерео-миксов, сделанных для этого альбома, для мини-альбома (EP) The Long Tall Sally EP, а также песни «I’m Down».
В октябре 1980 двойной альбом был разделён на два альбома, включающих по одному диску каждый, и выпущены как «бюджетные» (budget) LP-альбомы и в США, и в Великобритании. Rock ’n’ Roll Music: Volume 1 (US LP: Capitol SN-16020; UK LP: EMI/Music for Pleasure MFP 50506) включал в себя песни со 1-й и 2-й сторон исходного альбома (то есть все песни с 1-го диска), а Rock ’n’ Roll Music: Volume 2 (US LP: Capitol SN-16021; UK LP: EMI/Music for Pleasure MFP 50507) — с 3-й и 4-й сторон (то есть весь 2-й диск).
На этот раз британское издание альбома включало перемикшированные Джорджем Мартином треки. Для британских «бюджетных» изданий двух одиночных альбомов были использованы миксы с изданного в 1976 Capitol двойного альбома (номер по каталогу SKBO 11537), матрицы для альбомов лейбла MFP подтверждают это своими номерами:
Vol 1 SKBO 11531 -A1 — 1 & B1 — 1
Vol 2 SBKO 11531 -A2 — 1 & B2 — 1
В «бюджетных» изданиях альбомов было использовано новое оформление, основанное на изображении группы в период примерно 1964-65 годов. В американском издании группу поместили в толпе, тогда как в британском толпу убрали и поместили изображение группы на совершенно белом фоне.

## Чарты и продажи
Продажи альбома принесли довольно значительную прибыль от волны ностальгии по The Beatles, имевшей место на протяжении лета 1976 года. Интерес к The Beatles, несомненно, был подогрет также и туром Wings, группы Пола Маккартни, под названием Wings over America, который прошёл по США и Канаде вскоре после выпуска альбома Rock ’n’ Roll Music. Продажам не повредило даже то, что в альбом была включена песня «Helter Skelter», кавер-версия на которую присутствовала в показанном незадолго до выпуска альбома телевизионном фильме об убийце Чарльзе Мэнсоне. Rock ’n’ Roll Music в США достиг 2-го места в чарте Billboard (пропустив на 1-е альбом Wings at the Speed of Sound — тоже имевший довольно близкое отношение к The Beatles, поскольку это был альбом группы Пола Маккартни Wings); в Англии альбом достиг в чартах New Musical Express в максимуме 10-го места.

## Синглы
Как в США, так и в Великобритании, выпуск альбома Rock ’n’ Roll Music сопровождался выпуском синглов с песнями из альбома. В США при подготовке сингла (Capitol 4274) первоначально планировалось поместить песню «Helter Skelter» на сторону «А», а «Got to Get You Into My Life» на сторону «Б»; но когда в 1976 году начал рекламироваться телефильм об убийствах, совершенных бандой Чарльза Мэнсона (который назывался «Helter Skelter» — поскольку Мэнсон заявлял, что именно эта песня подсказала ему намерения убивать), на Capitol предпочли поменять песни сторонами во избежание нежелательных сопоставлений. Сингл «Got to Get You Into My Life/Helter Skelter» достиг 7-го места в чарте синглов Billboard. Британский сингл (Parlophone R 6016), с песнями «Back in the U.S.S.R.» на стороне «А» и «Twist and Shout» на стороне «Б», добрался до 18-го места в чарте синглов New Musical Express.

## Список композиций
Все песни написаны Джоном Ленноном и Полом Маккартни, за исключением особо отмеченных.
| №  | Название                   | Автор(ы)                   | Длительность |
| -- | -------------------------- | -------------------------- | ------------ |
| 1. | «Twist and Shout»          | Медлей-Расселл             | 2:33         |
| 2. | «I Saw Her Standing There» |                            | 2:56         |
| 3. | «You Can’t Do That»        |                            | 2:37         |
| 4. | «I Wanna Be Your Man»      |                            | 1:59         |
| 5. | «I Call Your Name»         |                            | 2:09         |
| 6. | «Boys»                     | Dixon-Farrell              | 2:27         |
| 7. | «Long Tall Sally»          | Johnson/Пенниман/Blackwell | 2:04         |

| №   | Название                          | Автор(ы)                    | Длительность |
| --- | --------------------------------- | --------------------------- | ------------ |
| 8.  | «Rock and Roll Music»             | Берри                       | 2:34         |
| 9.  | «Slow Down»                       | Уильямс                     | 2:56         |
| 10. | «Kansas City/Hey, Hey, Hey, Hey!» | Лейбер и Столлер / Пенниман | 2:33         |
| 11. | «Money (That’s What I Want)»      | Bradford/Gordy              | 2:47         |
| 12. | «Bad Boy»                         | Уильямс                     | 2:21         |
| 13. | «Matchbox»                        | Перкинс                     | 1:59         |
| 14. | «Roll Over Beethoven»             | Берри                       | 2:47         |

| №   | Название                           | Автор(ы) | Длительность |
| --- | ---------------------------------- | -------- | ------------ |
| 15. | «Dizzy Miss Lizzy»                 | Уильямс  | 2:54         |
| 16. | «Any Time at All»                  |          | 2:14         |
| 17. | «Drive My Car»                     |          | 2:30         |
| 18. | «Everybody’s Trying to Be My Baby» | Перкинс  | 2:24         |
| 19. | «The Night Before»                 |          | 2:37         |
| 20. | «I’m Down»                         |          | 2:32         |
| 21. | «Revolution»                       |          | 3:24         |

| №   | Название                      | Автор(ы) | Длительность |
| --- | ----------------------------- | -------- | ------------ |
| 22. | «Back in the U.S.S.R.»        |          | 2:43         |
| 23. | «Helter Skelter»              |          | 4:30         |
| 24. | «Taxman»                      | Харрисон | 2:39         |
| 25. | «Got to Get You into My Life» |          | 2:31         |
| 26. | «Hey Bulldog»                 |          | 3:14         |
| 27. | «Birthday»                    |          | 2:43         |
| 28. | «Get Back (album version)»    |          | 3:07         |

## Позиции в хит-парадах
Годовые чарты:
| Хит-парад (1976)                   | Позиция |
| ---------------------------------- | ------- |
| Канада (RPM Year-End)              | 14      |
| Новая Зеландия (Recorded Music NZ) | 16      |
| США (Billboard Top Popular Albums) | 90      |